# Leonor de Portugal, Rainha de Aragão
Leonor de Portugal (1328  — Jérica, 30 de outubro de 1348) foi uma infanta portuguesa, a filha mais nova do rei Afonso IV e de Beatriz de Castela, e irmã de Maria de Portugal, Rainha de Castela, e de Pedro I. Foi a primeira e única rainha de Aragão nascida em Portugal.

## Biografia

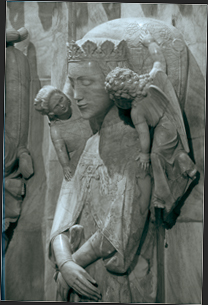
Jacente do túmulo da rainha.

Descrita como sendo dotada de “muyta fermozura, muyta discriçaõ & muyta virtude", em 1345 e em 1347 a sua mão foi pretendida para o Príncipe Negro, mas o enlace não se realizou.
Não se sabe muito da sua vida antes de fazer 18 anos quando dois reis disputavam a sua mão com o fim de ter o apoio português: Afonso XI, que a queria para o seu sobrinho, Fernando de Aragão e Pedro IV de Aragão com quem por fim se casou em 14 ou 15 de Novembro de 1347 em Barcelona, tornando-se em sua segunda consorte.
Segundo algumas fontes, incluindo Jerónimo de Zurita e Rui de Pina, teve uma filha, Beatriz, nascida em 1348, que morreu jovem e foi criada pela sua avó materna. No entanto, Leonor não menciona nenhuma filha em seu testamento de setembro de 1348. A rainha Beatriz de Castela em seus dois testamentos de 1357 e 1358 dispõe que sua neta Beatriz, provavelmente uma filha ilegítima do rei Pedro I, primeiramente enterrada no Mosteiro de São Francisco em Santarém, fosse sepultada com ela.
Leonor veio a falecer  aos 20 anos em 30 de outubro de 1348 no caminho para Jérica depois de ter contraído a peste quando estava em Teruel. Seu corpo foi enterrado primeiramente em Jérica e em junho de 1350 foi transferido e sepultado no panteão dos reis no Mosteiro de Santa Maria de Poblet.